# Atrichopogon jacobsoni
Atrichopogon jacobsoni är en tvåvingeart som först beskrevs av Johannes Cornelis Hendrik de Meijere 1907.  Atrichopogon jacobsoni ingår i släktet Atrichopogon och familjen svidknott.